# 苏珊·斯隆
苏珊·斯隆（英語：Susan Sloan，1958年4月5日—），加拿大女子游泳运动员，主攻蝶泳。她曾代表加拿大参加1976年夏季奥林匹克运动会游泳比赛，获得女子4×100米混合泳接力铜牌。